# Chronicon Lethrense
La Chronicon Lethrense (Lejrekrøniken en danois) est un petit texte danois du XIIe siècle écrit en latin.

## Thème
Contrairement à la Chronicon Roskildense, qui traite essentiellement d'informations présentées comme des faits historiques réels après une introduction sur le christianisme au Danemark, la Chronicon Lethrense est un recueil de folklore à propos des rois danois pré-chrétiens et des aventures qui leur sont associées. Dans ce sens, ce texte n'est pas si différent de la première partie de la Brevis historia regum Dacie de Svendl Aagesen ou de la Geste des Danois de Saxo Grammaticus. La Chronicon Lethrense est en revanche considérablement plus petite et de bien moindre qualité. Elle est parfois appelée « Chronique des rois de Lejre ».
L'un des aspects remarqués de la Chronicon Lethrense est la haine profonde de l'auteur contre tout ce qui touche aux Germains, haine qui prend parfois des proportions épiques. Cette haine des Germains peut également être décelée, à un degré moindre, dans la Brevis historia regum Dacie et, à un degré beaucoup plus faible, dans la Geste des Danois.
La version originale des Chronicon Lethrense était probablement une œuvre à part entière. Toutefois, ses histoires sont intéressantes et des copies ont trouvé leur place à d'autres endroits. Ainsi, une copie du XIVe siècle figure dans les annales en latin de la cathédrale de Lund. À cause de cela, les Chronicon Lethrense sont parfois liées aux Annales Lundenses (da), dont elles font désormais partie, mais il est peu probable qu'à l'origine cette chronique ait été incluse dans cette anthologie.

## Histoire
On pense que cette chronique a été écrite dans la seconde moitié du XIIe siècle, probablement autour de 1170, et a précédé l'écriture de la beaucoup plus célèbre Gesta Danorum de Saxo Grammaticus, avec laquelle elle partage beaucoup de traditions qui n'ont pas été retrouvées dans d'autres sources. La Chronicon Lethrense, ou un texte très proche, devrait donc avoir été l'une des nombreuses sources de Saxo Grammaticus.

## Auteur
Bien que l'auteur est inconnu, il y a des conjectures qui tendent à montrer que ce serait un clerc lié étroitement à l'église de Roskilde. C'est basé sur le grand intérêt que porte l'auteur sur cette ville, qu'il décrit avec des détails saisissants, indiquant notamment comment elle a obtenu son nom et promettant l'immortalité à la ville grâce à ses écrits.